# William E. Jenner
William E. Jenner (Marengo, 1908. július 21. – Bedford, 1985. március 9.) az Amerikai Egyesült Államok szenátora (Indiana, 1944–1945 és 1947–1959).